# Don Grady
Pour les articles homonymes, voir Grady.
Don Grady (8 juin 1944 à San Diego, Californie - 27 juin 2012, Thousand Oaks, Californie,) est un acteur, compositeur et scénariste américain. Il est le frère de l'actrice Lani O'Grady.

## Biographie
Il naît à San Diego en Californie le 8 juin 1944, mais grandit à Lafayette, petite ville située près de  Berkeley. 
Dans son enfance, il se révèle être un musicien-né et joue de plusieurs instruments. En 1955, Don Grady fait ses débuts dans le monde du spectacle en chantant et en dansant dans The Mickey Mouse Club. Alors âgé de 13 ans, il fait partie des Mouseketeers, de jeunes talents invités à chanter devant le public.
Don Grady évolue ensuite vers une carrière d'acteur, notamment dans des séries télévisées type Western, comme The Restless Gun (1957-1959), Dick Powell's Zane Grey Theater (1956-1961), Wagon Train (1957-1962) et The Rifleman (1958-1963).
Il est surtout célèbre pour son rôle de Robert "Robbie" Douglas dans la série télévisée Mes trois fils, sitcom diffusée sur ABC de 1960 à 1965, puis sur CBS de 1965 à 1972. Don Grady est le scénariste de plusieurs épisodes et le compositeur de certaines chansons. 
Après avoir quitté la série en 1971, Don Grady poursuit une carrière dans la musique. Il est le compositeur du film Dans la peau d'une blonde (Switch) de Blake Edwards en 1991. Il écrit aussi la chanson thème du spectacle The Phil Donahue Show. Plus tard, la composition de la musique du show EFX de Las Vegas lui est confiée. Il est l'auteur de deux albums : Homegrown en 1973 et Boomer à l'automne 2008.
Il meurt le 27 juin 2012 à Thousand Oaks en Californie des suites d'un cancer.

## Filmographie

### comme acteur
- 1955 : The Mickey Mouse Club (série TV) : Don (1957-1958)
- 1958 : The New Adventures of Spin and Marty (série TV) : Don
- 1960 : Ma Barker's Killer Brood (en) : Herman enfant
- 1971 : After the Honeymoon (TV) : Robbie Douglas
- 1975 : The Wild McCullochs : R.J. McCulloch

### comme compositeur
- 1989 : L'Amour est une grande aventure (Skin Deep)
- 1991 : Dans la peau d'une blonde (Switch)
- 1995 : The Revolutionary War (feuilleton TV)
- 1996 : The Kitchen Casanova
- 1999 : Why Dogs Smile & Chimpanzees Cry (TV)
- 2000 : Passages
- 2001 : Good Neighbor
- 2001 : Truth or Scare (en) (série TV)
- 2002 : 'Beauty and the Beast': The Story Behind the Story (vidéo)
- 2004 : AFI Tribute to Meryl Streep (TV)